# Siromaja
Siromaja je skupina četiri umjetnih jezera u Zagrebačkoj županiji. Jezera su: Siromaja 1, Siromaja 2 i Siromaja ekonomski bajer. Nalaze se u blizini naselja Struga Nartska, Novaki Nartski i Nart Savski u sastavu općine Rugvica i rijeke Save. Sva jezera ukupno imaju površinu 208 242 m², od toga Siromaja 1 ima površinu od 63 302 m², Siromaja 2 ima površinu od 127 861 m², Siromaja ekonomski bajer ima površinu od 13 959 m². Dio skupine jezera Siromaja je i malo neimenovano jezero s površinom od 3 120 m².